# Villennes-sur-Seine
Villennes-sur-Seine är en kommun i departementet Yvelines i regionen Île-de-France i norra Frankrike. Kommunen ligger i kantonen Poissy-Nord som tillhör arrondissementet Saint-Germain-en-Laye. År 2022 hade Villennes-sur-Seine 5 792 invånare.

## Befolkningsutveckling
Antalet invånare i kommunen Villennes-sur-Seine
| Referens: INSEE |